# Dernière survivante
 (juin 2017).

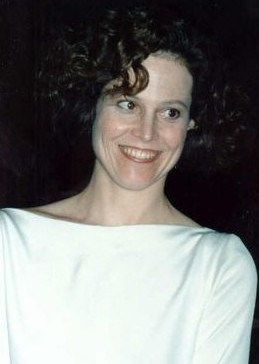
Sigourney Weaver interprète Ellen Ripley dans la saga Alien.

La dernière survivante (final girl ou surviving girl en anglais) est un archétype de cinéma lié aux genres nommés slasher et survival movies. Le concept repose sur l'idée que tous les personnages sont tués, sauf une femme (par exemple le personnage de Ripley dans le film de science-fiction Alien, le huitième passager, en 1979).
Le terme a été théorisé par la professeure américaine Carol J. Clover, dans un ouvrage intitulé Men, Women, and Chain Saws: Gender in the Modern Horror Film, en 1992. Le livre, qui a connu une très bonne réception critique depuis sa sortie, présente une enquête sur le genre dans les films slasher à partir des tropes communs liés ce type de film, soit la vengeance, le viol et le meurtre. Sa perspective féministe apporte un regard nouveau sur le genre et sur le cinéma d'horreur et la dernière survivante en est la principale cause. 
S'appuyant sur le texte important de Laura Mulvey, publié en 1975, Visual Pleasure and Narrative Cinema, Clover soutient que les slashers "forcent" le spectateur à s'identifier au personnage de la survivante plutôt qu'à celui du meurtrier. Alors que la plupart des théoriciens de l'époque s'acharnaient à démontrer que les films d'horreur étaient axés sur les hommes, la théorie de Clover prouve qu'en réalité, le spectateur (peu importe son sexe), est forcé de s'identifier à la victime. Le point de vue subjectif de la caméra, alors orienté sur le tueur, n'influence pas le spectateur masculin, spécule Clover, et ce dernier ne cherchera pas à s'identifier à celui qui est dominant sur le plan narratif, mais bien à la victime et à sa quête, qui est de survivre. 
Le pitch du scénario est entièrement bâti sur le final lié à un tel personnage.

## Le slasher movie
La dernière survivante fait son apparition en même temps que le sous-genre du cinéma d'horreur appelé le slasher, dans les années 1960. Ce type de film met en scène les meurtres d'un tueur le plus souvent psychopathe et qui élimine un à un les personnages du film. Slasher dérive en effet de « to slash », qui signifie couper, du moins taillader. Les tueurs se munissent d'objets tranchants et phalliques pour tuer leur victime.
Certains films emblématiques marquent ce sous-genre, notamment Psycho, Halloween, Texas ChainSaw Massacre, Friday the Thirteen, etc.

## Caractéristiques de la dernière survivante
Dans un essai intitulé Men, Women, and Chain saws, Carol J. Clover soulève le fait que depuis les années 1970, dans les films à suspense et d'horreur, plus particulièrement dans les slashers, ce sont les personnages féminins qui survivent au tueur. En effet, l'image de la femme en détresse se transforme et devient l'image de la femme qui ne meurt pas : la survivante.
Cette survivance est interprétée par Clover comme de la résistance, un élément alors nouveau dans le paysage cinématographique. 
Clover insiste sur des caractéristiques spécifiques de la survivante. 
La survivante est souvent plus petite et plus faible que le tueur. Ni totalement féminine, ni complètement masculine (tout comme le tueur), la survivante joue avec les codes des genres. Intelligente, compétente, calculée, c'est souvent elle qui détectera le danger en premier.
Parce que le tueur est perçu comme étant un monstre, il n'est pas totalement un homme. L'objet qu'il utilise pour tuer ses victimes est à ce propos intéressant du point de vue analytique : le couteau, la scie ou tout objet coupant réfère probablement au phallus ou à une force phallique du moins. Le masculin dévorateur de vie, dérivé du vagin édenté, joue certainement avec les codes. C'est parce que la survivante fait les choix les plus raisonnables qu'elle survit, et c'est ce qui la rend masculine, confirme Carol J. Clover :
« The gender of the Final Girl is likewise compromised from the outset by her masculine interests, her inevitable sexual reluctance, her apartness from other girls, sometimes her name. At the level of the cinematic apparatus, her unfemininity is singled clearly by her exercise of the "active investigating gaze" normally reserved for males and punished in females when they assume it themselves. »
La dernière survivante a une posture féministe : elle investit l'action, contrairement à la récurrence perçue dans le cinéma jusque-là. Elle s'approprie l'action et permet au spectateur tant masculin que féminin de s'associer à elle. Elle impose ainsi une vision nouvelle qui s'écarte du regard masculin traditionnel.
La dernière survivante est souvent en fuite et le slasher met en scène des scénarios qui métaphorisent le viol. Le tueur et son objet phallique poursuivent la jeune femme en détresse. Une caractéristique très importante de la survivante tient du fait que cette dernière n'est pas sexuellement accessible : vierge ou asexuée, la dernière survivante se distingue des stéréotypes féminins qui sont traditionnellement associés à sa sexualité.
Cette théorie a permis de repenser certains points de vue dans la narration. En effet, la victoire d'une femme - et plus particulièrement l'identification au parcours horrible de la victime, de la menace de viol et de la domination masculine - force le spectateur (masculin) à revoir les relations de pouvoir à travers la terreur abjecte qu'il a vécu tout au long du visionnement.

## Ellen Ripley: une voie nouvelle pour la survivance
Comme le souligne Sherrie Inness dans son livre Action Chicks, Ripley a ouvert la voie à une série de personnages féminins puissants. En effet, les années Reagan voient éclore une série de films dont les héros ultra musclés deviennent des têtes d’affiches sérielles à l'image de Mad Max, Terminator, Rambo, Rocky, Robocop, Indiana Jones, Batman ou Die Hard.
Que vient faire une Ripley dans ce monde d’homme ? « Ce rôle masculin qu’Alan Ladd Jr avait nonchalamment transformé en rôle féminin, et qui [est confié] à Sigourney Weaver, devint par pur accident l’un des plus emblématiques du cinéma moderne ». L’Alien de Ridley Scott apparait au bon moment, comme le souligne Roger Luckhurst, le film arrive en effet « en tête de la vague des slashers des années 1979-1980 […] mais l’abondance de slashers permet de déceler toute l’inventivité d’Alien, qui remanie ses sources en profondeur » Alien remanie audacieusement la Final Girl, (dernière survivante) un élément typique du slasher. Le producteur de la 20th Century Fox n’a pas changé le personnage de Ripley pour des raisons féministes, c’est bien parce qu’il était lui-même un fan de l’œuvre d’Hitchcock et parce que comme tout bon personnage féminin de film d’horreur, c’est une jeune fille qui survit au meurtrier.
Ce qu’il ignorait, c’est que Ridley Scott choisirait une Sigourney Weaver, une femme de presque six pieds, athlétique et élancée pour jouer le rôle de Ripley. Une femme qui se montre tout au long de la tétralogie capable de se défendre, qui n’a pas peur de prendre des décisions et de pousser des hommes devant elle, peu importe le prix à payer. Ripley possède les caractéristiques de ce que décrit Carol J. Clover, elle est intelligente, vigilante, pondérée, sérieuse et compétente. Tout comme la Final Girl de Clover, Ripley n’est ni totalement masculine, ni complètement féminine.
Lucide et raisonnable, elle n’hésite pas à s’armer de fusils et d’explosifs pour combattre le monstre.

## Évolution depuis les années 2000
Avec l'entrée dans le XXIe siècle et l'arrivée d'un cinéma d'horreur plus noir, plus désespéré, le final des slashers, mais aussi des survival movies ne connaît plus systématiquement de dernière survivante.
Si certaines œuvres poursuivent dans cette voie (The Forgotten Ones ou The Tribe - Jörg Ihle - 2009 - États-Unis), d'autres se terminent par le massacre de tous les personnages (Skeleton Crew - Tommi Lepola - 2009 - Finlande / The Last Resort - Brandon Nutt - 2009 - États-Unis).
Dans d'autres cas, le film laisse planer un doute sur le sort qui attend la dernière survivante, laissant le spectateur dans l'indécision (Staunton Hill - Cameron Romero - 2009 - États-Unis / The Descent - Neil Marshall - 2005 - Royaume-Uni) ou inverse les rôles par surprise (All the Boys Love Mandy Lane - Jonathan Levine - 2006 - États-Unis)
Malgré tout, les dernières survivantes n'ont pas complètement disparu du cinéma d'horreur. Un des cas les plus emblématiques de ces dernières années reste le personnage d'Erin interprété par Sharni Vinson dans le slasher You're Next. Ici, contrairement à beaucoup de dernières survivantes, Erin ne va pas juste tenter de s'échapper ou de trouver une aide quelconque, elle va tout simplement inverser les rôles en traquant les tueurs masqués qui s'en prennent à la famille de son compagnon en posant divers pièges à travers la maison, afin de les neutraliser, ce qui bouscule un des schémas classiques de la dernière survivante qui veut que le combat final entre elle et l'antagoniste se joue à la toute fin du film alors qu'ici, pendant la totalité du film, Erin va tout faire pour supprimer les tueurs un par un tout en restant la dernière survivante.

## Quelques dernières survivantes
- Ellen Ripley (Alien)
- Sarah Connor (Terminator)
- Mari Collingwood (en) (La Dernière Maison sur la gauche)
- Sally Hardesty (en) (Massacre à la tronçonneuse)
- Laurie Strode (Halloween)
- Ginny Field (en) (Vendredi 13)
- Jess Bradford (en) (Black Christmas)
- Sue Snell (en) (Carrie au bal du diable)
- Sidney Prescott (Scream)
- Gale Weathers (Scream)
- Suzy Banner (Suspiria)
- Sarah Carter (The Descent)
- Erin Harson (You're Next)
- Grace Le Domas (Wedding Nightmare)
- Tree Gelbman (en) (Happy Birthdead)
- Max Cartwright (Scream Girl)
- Jennifer « Jen » (Revenge)
- Millie Kessler (Freaky)
- Crystal May Creasey (The Hunt)
- Sienna Shaw (Terrifier)

## Variation masculine
Les critiques de cinéma ont identifié des exemples masculins de cet archétype. Il s'agit du final boy ou final guy en anglais. Parmi les personnages avancés, Todd (Carnage), Jesse Walsh (La Revanche de Freddy), Jim Halsey (Hitcher) ou Tommy Jarvis (Vendredi 13 : Chapitre final).  
Les internautes mettent également en avant Ash Williams (la saga Evil Dead) ; Matt Hooper et Martin Brody (Les Dents de la Mer) ; Michael « Mike » Pearson (Phantasm) ; le Docteur Robert Verne (Prophecy) ; Charley Brewster (Vampire, vous avez dit vampire ?, sa suite et son remake Fright Night) ; les frères Sam et Michael Emerson (Génération Perdue) ; Andy Barclay (Chucky, Chucky 2 et Chucky 3) ; Louis Creed (Simetierre) ; Poindexter « Fool » Williams (Le Sous-sol de la peur) ; Bill Whitney (Society) ; (La Nuit des Démons) ; Anton Tobias (La main qui tue) ; Paxton (Hostel) ; Brent Mitchell (The Loved Ones) ; Chris Washington (Get Out) ; Finney Blake (Black Phone),,...
Il a été avancé que les dernières survivantes échappent à la mort en s'illustrant comme l'opposé du tueur ou en le privant de son arme ; à l'inverse, les derniers survivants s'en sortent en assimilant le caractère violent du tueur.